# Persone di nome Nello
| Questa pagina contiene informazioni ricavate automaticamente dalle voci biografiche con l'ausilio del template Bio e di un bot. L'aggiornamento è periodico e automatico e ricostruisce completamente la pagina. Se manca una persona in questa lista, sei pregato di non aggiungerla, ma accertati piuttosto che la sua voce biografica contenga il template Bio e che i dati anagrafici siano correttamente compilati. Se il template Bio manca, inseriscilo tu stesso o, in alternativa, metti l'avviso {{tmp\|Bio}} che ne segnala la mancanza. Se i dati riportati sono sbagliati, correggi direttamente la voce biografica; le modifiche saranno visibili in questa lista entro pochi giorni. Per chiarimenti vedi il progetto antroponimi. La lista contiene solo le 77 persone che sono citate nell'enciclopedia e per le quali è stato implementato correttamente il template Bio. Pagina aggiornata al 6 giu 2025. |

Questa è una lista di persone presenti nell'enciclopedia che hanno il nome Nello, suddivise per attività principale.

## Allenatori di calcio(5)
- Nello Cusin, allenatore di calcio e ex calciatore italiano (San Stino di Livenza, n. 1965)
- Nello Di Costanzo, allenatore di calcio e ex calciatore italiano (Roma, n. 1961)
- Nello Malizia, allenatore di calcio e ex calciatore italiano (Montenero di Bisaccia, n. 1950)
- Nello Russo, allenatore di calcio e ex calciatore italiano (Vimodrone, n. 1981)
- Nello Santin, allenatore di calcio e ex calciatore italiano (Eraclea, n. 1946)

## Antifascisti(1)
- Nello Buono, antifascista italiano (Spello, n. 1893 - Auschwitz, † 1944)

## Architetti(2)
- Nello Baroni, architetto italiano (Firenze, n. 1906 - Firenze, † 1958)
- Nello Bemporad, architetto e funzionario italiano (Firenze, n. 1915 - Firenze, † 1985)

## Artisti(1)
- Nello Voltolina, artista italiano (Donada, n. 1908 - Padova, † 1944)

## Attori(4)
- Nello Ascoli, attore cinematografico e attore teatrale italiano (n. 1910 - † 1995)
- Nello Mascia, attore e regista italiano (Sala Consilina, n. 1946)
- Nello Pazzafini, attore e stuntman italiano (Roma, n. 1933 - Ostia, † 1996)
- Nello Riviè, attore e doppiatore italiano (Torre del Greco, n. 1934 - Roma, † 2002)

## Aviatori(2)
- Nello Brambilla, aviatore e ufficiale italiano (Fontanelle di Roccabianca, n. 1906 - Malta, † 1941)
- Nello Valzania, aviatore italiano (Zurigo, n. 1911 - Peschiera Borromeo, † 1955)

## Biologi(1)
- Nello Beccari, biologo italiano (Bagno a Ripoli, n. 1883 - Firenze, † 1957)

## Calciatori(9)
- Nello Bechelli, calciatore e allenatore di calcio italiano (Firenze, n. 1913)
- Nello Cianci, ex calciatore italiano (Vastogirardi, n. 1959)
- Nello Corti, calciatore italiano (Prato, n. 1898 - † 1971)
- Nello Governato, calciatore, dirigente sportivo e scrittore italiano (Torino, n. 1938 - Roma, † 2019)
- Nello Mason, calciatore italiano (Mestre, n. 1922)
- Nello Orlandi, ex calciatore e allenatore di calcio italiano (Gambulaga, n. 1930)
- Nello Saltutti, calciatore e allenatore di calcio italiano (Gualdo Tadino, n. 1947 - Gualdo Tadino, † 2003)
- Nello Sticco, calciatore italiano (Santa Maria Capua Vetere, n. 1904 - Milano, † 1995)
- Nello Tedeschini, calciatore italiano (Modena, n. 1912 - Palermo, † 1996)

## Cantanti(1)
- Nello Buongiorno, cantante italiano (Torre Annunziata, n. 1946)

## Cestisti(2)
- Nello Guidotti, ex cestista italiano (Varese, n. 1964)
- Nello Lorenzetti, ex cestista italiano (Caserta, n. 1984)

## Ciclisti su strada(7)
- Nello Ciaccheri, ciclista su strada italiano (Bagno a Ripoli, n. 1893 - Firenze, † 1971)
- Nello Fabbri, ciclista su strada italiano (Roma, n. 1934 - Roma, † 2020)
- Nello Giri, ciclista su strada e pistard sammarinese (Città di San Marino, n. 1919)
- Nello Lauredi, ciclista su strada italiano (Mulazzo, n. 1924 - Saint-Laurent-du-Var, † 2001)
- Nello Sforacchi, ciclista su strada e ciclocrossista italiano (Scandiano, n. 1922 - Magny-les-Hameaux, † 2016)
- Nello Troggi, ciclista su strada italiano (Frassinoro, n. 1912 - Villa Minozzo, † 1944)
- Nello Velucchi, ex ciclista su strada italiano (Vitiano, n. 1936)

## Comici(1)
- Nello Iorio, comico, cabarettista e attore italiano (Pomigliano d'Arco, n. 1971)

## Critici d'arte(1)
- Nello Tarchiani, critico d'arte e museologo italiano (Roma, n. 1878 - Pisa, † 1941)

## Designer(1)
- Nello Pini, designer, ebanista e imprenditore italiano (Livorno, n. 1921 - Livorno, † 1993)

## Direttori d'orchestra(2)
- Nello Ciangherotti, direttore d'orchestra, compositore e arrangiatore italiano (Milano, n. 1930 - Muggia, † 2024)
- Nello Santi, direttore d'orchestra italiano (Adria, n. 1931 - Zurigo, † 2020)

## Dirigenti sportivi(2)
- Nello Sbaiz, dirigente sportivo, allenatore di calcio e calciatore italiano (Ronchis, n. 1941 - † 2022)
- Nello Ugolini, dirigente sportivo italiano (Vignola, n. 1905 - Modena, † 2000)

## Driver ippici(1)
- Nello Bellei, driver italiano (Modena, n. 1930 - Montecatini Terme, † 2006)

## Fisici(1)
- Nello Carrara, fisico italiano (Firenze, n. 1900 - Firenze, † 1993)

## Germanisti(1)
- Nello Saito, germanista e drammaturgo italiano (Roma, n. 1920 - Roma, † 2006)

## Giocatori di football americano(1)
- Nello Falaschi, giocatore di football americano statunitense (Dos Palos, n. 1913 - Oakland, † 1986)

## Giornalisti(3)
- Nello Ajello, giornalista e saggista italiano (Napoli, n. 1930 - Roma, † 2013)
- Nello Morsellino, giornalista, scrittore e fotografo italiano (Ancona, n. 1935 - Alcamo, † 2007)
- Nello Quilici, giornalista e scrittore italiano (Livorno, n. 1890 - Tobruch, † 1940)

## Imprenditori(1)
- Nello Baglini, imprenditore italiano (Pisa, n. 1907 - Firenze, † 1999)

## Informatici(1)
- Nello Cristianini, informatico e scrittore italiano (Gorizia, n. 1968)

## Karateka(1)
- Nello Maestri, karateka italiano (Palermo, n. 1986)

## Mezzofondisti(1)
- Nello Bartolini, mezzofondista e siepista italiano (Firenze, n. 1904 - Firenze, † 1956)

## Militari(1)
- Nello Niccoli, militare e partigiano italiano (Milano, n. 1890 - Firenze, † 1977)

## Musicisti(1)
- Nello Daniele, musicista, cantautore e chitarrista italiano (Napoli, n. 1964)

## Partigiani(3)
- Nello Boscagli, partigiano e politico italiano (Siena, n. 1905 - Padova, † 1976)
- Nello Iacchini, partigiano italiano (Saltara, n. 1919 - Pesaro, † 1977)
- Nello Pini, partigiano e antifascista italiano (Montefiorino, † 1944)

## Pittori(2)
- Nello Pacchietto, pittore italiano (Capodistria, n. 1922 - Venezia, † 2003)
- Nello Taviani, pittore italiano (Mortara, n. 1916 - Bergamo, † 1995)

## Politici(10)
- Nello Balestracci, politico italiano (Filattiera, n. 1927 - Massa, † 2007)
- Nello Caserta, politico italiano (Napoli, n. 1905 - † 1990)
- Nello Celio, politico, magistrato e avvocato svizzero (Quinto, n. 1914 - Berna, † 1995)
- Nello Formisano, politico italiano (Torre del Greco, n. 1954)
- Nello Lusoli, politico e partigiano italiano (Carpineti, n. 1921 - Albinea, † 2007)
- Nello Mariani, politico italiano (L'Aquila, n. 1923 - Vasto, † 2009)
- Nello Martellucci, politico italiano (Messina, n. 1921 - Palermo, † 1997)
- Nello Polese, politico e ingegnere italiano (Napoli, n. 1940)
- Nello Toscanelli, politico italiano (Pontedera, n. 1868 - Pontedera, † 1937)
- Nello Traquandi, politico e antifascista italiano (Firenze, n. 1898 - Firenze, † 1968)

## Produttori cinematografici(1)
- Nello Meniconi, produttore cinematografico italiano

## Pugili(1)
- Nello Barbadoro, pugile e allenatore di pugilato italiano (Orciano di Pesaro, n. 1923 - Trieste, † 2012)

## Registi(2)
- Nello Correale, regista e sceneggiatore italiano
- Nello Rossati, regista e sceneggiatore italiano (Adria, n. 1942 - Roma, † 2009)

## Scenografi(1)
- Nello Giorgetti, scenografo italiano

## Trombettisti(1)
- Nello Salza, trombettista italiano (Sutri, n. 1963)

## Veterinari(1)
- Nello Fotticchia, veterinario italiano (Orvieto, n. 1884 - Portici, † 1953)